# Manananggal

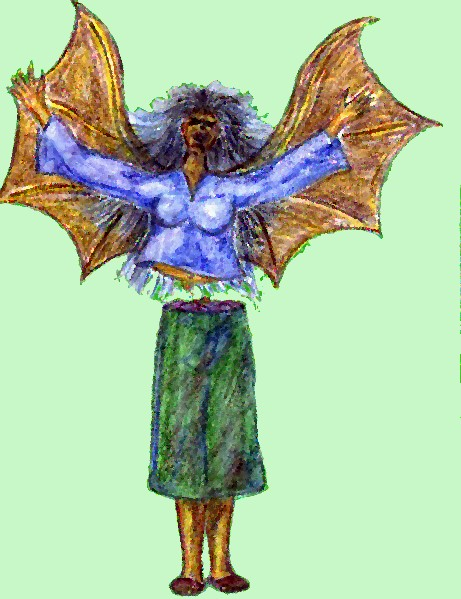
Un Manananggal

Le Manananggal (parfois confondu avec le Wak Wak dans certaines régions des Philippines), appelé aussi Aswang est une créature mythique des Philippines qui s'apparente au vampire européen.
La croyance en le Manananggal est répandue dans la région de Visayas, en particulier dans les contrées occidentales de Capiz, Iloilo et Antique. Il y a cependant plusieurs formes de Manananggal. Comme les vampires, le Manananggal passe pour détester l'ail et le sel. Il passe également pour éviter les dangers, le vinaigre, les épices.
Le Manananggal est décrit comme étant une vieille et belle femme, capable de dissocier son buste de ses jambes, afin de voler à travers la nuit, au moyen de grandes ailes semblables à celles de chauve-souris. Il s'attaque aux femmes enceintes, utilisant une langue allongée et rétractable qui lui permet de sucer le sang des fœtus ou de ses victimes endormies.